# Centrobranchus brevirostris
Centrobranchus brevirostris är en fiskart som beskrevs av Becker, 1964. Centrobranchus brevirostris ingår i släktet Centrobranchus och familjen prickfiskar. Inga underarter finns listade i Catalogue of Life.